# Legerioides tumidus
Legerioides tumidus är en svampart som beskrevs av M.M. White 1999. Legerioides tumidus ingår i släktet Legerioides och familjen Legeriomycetaceae.   Inga underarter finns listade i Catalogue of Life.